# Myo Hlaing Win
Myo Hlaing Win (ur. 24 maja 1973 w Rangunie) – birmański piłkarz, grający na pozycji napastnika, trener piłkarski.

## Kariera piłkarska

### Kariera klubowa
W latach 2002-2007 występował w Finance and Revenue FC.

### Kariera reprezentacyjna
W 1994 debiutował w narodowej reprezentacji Birmy. W 1998 z czterema golami zdobył tytuł króla strzelców w Pucharze Tygrysa.

## Kariera trenerska
Od 2012 prowadzi Nay Pyi Taw FC.

## Nagrody i odznaczenia

### Sukcesy reprezentacyjne
- 4 miejsce na Mistrzostwach ASEAN w piłce nożnej: 2004

### Sukcesy trenerskie
- wicemistrz Mjanmy: 2013

### Sukcesy indywidualne
- król strzelców Pucharu Tygrysa: 1998